# Lista de treinadores do New York Knicks

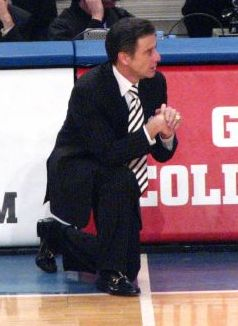
Rick Pitino foi treinador do New York Knicks entre 1987 e 1989.

Este anexo é uma lista dos treinadores do New York Knicks por ordem cronológica, time profissional de basquetebol, pertencente à Divisão do Atlântico da Conferência Leste da National Basketball Association (NBA). O time tem como ginásio o Madison Square Garden. O nome da franquia oficial deriva de "Knickerbockers", um estilo de calça utilizado pelos holandeses quando vieram para a América. Jogando desde 1946, o Knicks é um dos times mais antigos da NBA e é considerado a franquia mais valiosa de todo o Estados Unidos, com o valor estimado em US$ 608 milhões. Sob o comando de Red Holzman, a equipe conquistou dois campeonatos da NBA, em 1970 e 1973.
O time já possuiu 24 diferentes treinadores desde a sua criação. Holzman foi o primeiro técnico do Knicks a conquistar o prêmio Treinador do Ano da NBA, e quem mais treinou e venceu jogos na temporada regular e nos playoffs. Holzman foi introduzido no Basketball Hall of Fame em 1986, fato que também foi alcançado por Pat Riley, Lenny Wilkens e Larry Brown. Quatro técnicos foram nomeados como um dos 10 melhores treinadores da história da NBA. Neil Cohalan, Joe Lapchick, Vince Boryla, Carl Braun, Eddie Donovan e Herb Williams iniciaram suas carreiras de treinadores na equipe do Knicks. Boryla, Braun, Harry Gallatin, Dick McGuire, Willis Reed e Williams eram, no passado, jogadores da equipe. O time atualmente é treinado por Mike D'Antoni e tem como gerente geral Donnie Walsh.

## Técnicos

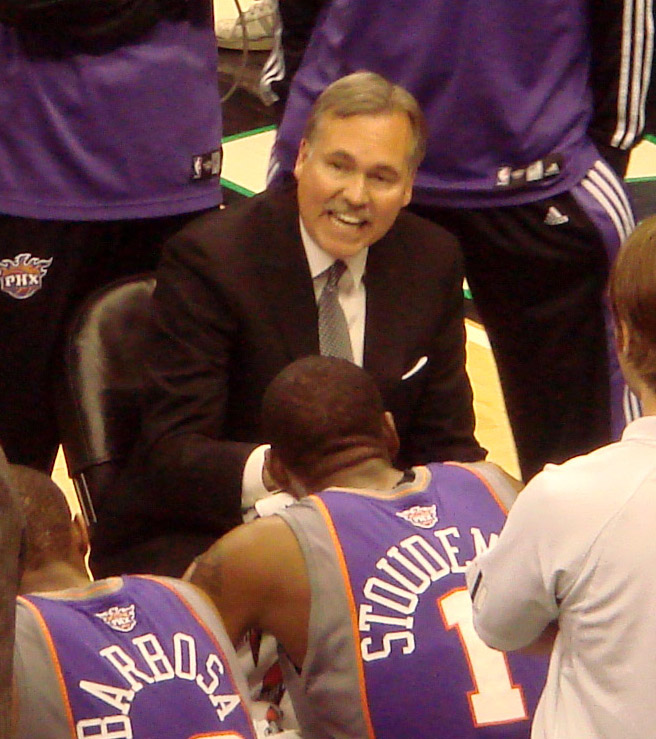
Mike D'Antoni é o atual treinador do Knicks.

| # | Número de técnicos                             |
| J | Jogos                                          |
| V | Vitórias                                       |
| D | Derrotas                                       |
| % | Porcentagem de vitória                         |
| † | Consta no Basketball Hall of Fame como técnico |
| * | Iniciou a sua carreira de treinador no Knicks  |

| #  | Nome           | Tempo         | J   | V   | D   | %    | J  | V  | D  | %    | Conquistas                                                                                               | Ref    |
| -- | -------------- | ------------- | --- | --- | --- | ---- | -- | -- | -- | ---- | --- | ------ |
| 1  | Neil Cohalan*  | 1946-1947     | 60  | 33  | 27  | 55,0 | 5  | 2  | 3  | 40,0 | | [ 7 ]  |
| 2  | Joe Lapchick*  | 1947-1956     | 573 | 326 | 247 | 56,9 | 60 | 30 | 30 | 50,0 | | [ 8 ]  |
| 3  | Vince Boryla*  | 1956-1958     | 165 | 80  | 85  | 48,5 | —  | —  | —  | —    | | [ 9 ]  |
| 4  | Andrew Levane  | 1958-1959     | 99  | 48  | 51  | 48,5 | 2  | 0  | 2  | 0,0  | | [ 19 ] |
| 5  | Carl Braun*    | 1959-1961     | 127 | 40  | 87  | 31,5 | —  | —  | —  | —    | | [ 10 ] |
| 6  | Eddie Donovan* | 1961-1965     | 278 | 84  | 194 | 30,2 | —  | —  | —  | —    | | [ 11 ] |
| 7  | Harry Gallatin | 1965          | 63  | 25  | 38  | 39,7 | —  | —  | —  | —    | | [ 20 ] |
| 8  | Dick McGuire   | 1965-1968     | 177 | 75  | 102 | 42,4 | 4  | 1  | 3  | 25,0 | | [ 21 ] |
| 9  | Red Holzman†   | 1968-1977     | 783 | 466 | 317 | 59,5 | 95 | 54 | 41 | 56.8 | Técnico do Ano da NBA (1969-1970) 2 Títulos (1970 e 1973) Um dos 10 melhores técnicos na história da NBA | [ 4 ]  |
| 10 | Willis Reed    | 1977-1978     | 96  | 49  | 47  | 51,0 | 6  | 2  | 4  | 33,3 | | [ 22 ] |
| —  | Red Holzman†   | 1978-1982     | 314 | 147 | 167 | 46,8 | 2  | 0  | 2  | 0,0  | | [ 4 ]  |
| 11 | Hubie Brown    | 1982-1986     | 344 | 138 | 190 | 40,1 | 18 | 8  | 10 | 44,4 | | [ 23 ] |
| 12 | Bob Hill       | 1986          | 66  | 20  | 46  | 30,3 | —  | —  | —  | —    | | [ 24 ] |
| 13 | Rick Pitino    | 1987-1989     | 164 | 90  | 74  | 54,9 | 13 | 6  | 7  | 46,2 | | [ 25 ] |
| 14 | Stu Jackson    | 1989-1990     | 97  | 52  | 45  | 53,6 | 10 | 4  | 6  | 40,0 | | [ 26 ] |
| 15 | John MacLeod   | 1990          | 67  | 32  | 35  | 47,8 | 3  | 0  | 3  | 0,0  | | [ 27 ] |
| 16 | Pat Riley†     | 1991-1995     | 328 | 223 | 105 | 68.0 | 63 | 35 | 28 | 55,6 | Técnico do Ano da NBA (1992-93) Um dos 10 melhores técnicos na história da NBA                           | [ 28 ] |
| 17 | Don Nelson     | 1995          | 59  | 34  | 25  | 57,6 | —  | —  | —  | —    | Um dos 10 melhores técnicos na história da NBA                                                           | [ 29 ] |
| 18 | Jeff Van Gundy | 1996-2001     | 420 | 248 | 172 | 59,0 | 69 | 37 | 32 | 53,6 | | [ 30 ] |
| 19 | Don Chaney     | 2001-2004     | 184 | 72  | 112 | 39,1 | —  | —  | —  | —    | | [ 31 ] |
| 20 | Herb Williams* | 2004          | 1   | 1   | 0   | 100  | —  | —  | —  | —    | | [ 12 ] |
| 21 | Lenny Wilkens† | 2004-2005     | 81  | 40  | 41  | 49,4 | 4  | 0  | 4  | 0,00 | Um dos 10 melhores técnicos na história da NBA                                                           | [ 32 ] |
| —  | Herb Williams* | 2005          | 43  | 16  | 27  | 37,2 | —  | —  | —  | —    | | [ 12 ] |
| 22 | Larry Brown†   | 2005          | 82  | 23  | 59  | 28.0 | —  | —  | —  | —    | | [ 33 ] |
| 23 | Isiah Thomas   | 2006-2008     | 164 | 56  | 108 | 34,1 | —  | —  | —  | —    | | [ 34 ] |
| 24 | Mike D'Antoni  | 2008-presente | 82  | 32  | 50  | 39,0 | —  | —  | —  | —    | | [ 35 ] |